# 극락천
극락천(極樂川)은 광주광역시의 복개된 하천이다. 영산강의 황룡강 합류점 이북 구간을 부르는 이름인 극락강과는 전혀 다른 별개의 하천으로, 남구 봉선동을 둘러싼 산자락에서 발원하여 백운동, 농성동, 광천터미널 등지를 경유하여 서구 유촌동에서 광주천으로 합류한다. 과거에는 이 하천이 영산강으로 직접 합류하였으나 유로 직강화를 거치며 광주천으로 합류하도록 변경되었다. 현재 전구간 복개되어 주로 도로로 사용하고 있다.